# Arvid Liander
Arvid Elias Liander, född 17 april 1894 i Bollnäs församling, Gävleborgs län, död 14 mars 1961 i Söderhamn, var en svensk präst och skolledare.
Efter studentexamen i Sundsvall 1913 blev Liander filosofie kandidat vid Uppsala universitet 1915, teologie kandidat 1921, avlade praktisk teologisk examen samma år och prästexamen i Västerås 1922. Han gjorde provår vid Norra Latin i Stockholm 1921–1922, blev e.o. lektor vid Landskrona folkskoleseminarium 1922, i Söderhamn 1923, adjunkt i Askersund 1926, i Motala 1930 och var rektor vid samrealskolan i Nederkalix 1930–1935. Han blev förtidspensionerad på grund av synskada.
Liander var vikarierande folkskoleinspektör i Hälsinglands södra inspektionsområde tidvis 1927–1931, innehade prästerligt förordnande inom Västerås stift, var ordförande och föreståndare för Kalixortens föreläsningsanstalt 1931 och rektor för Nederkalix kommunala skola för yrkesundervisning 1931. Han var föreläsare hos Folkbildningsförbundet från 1927 och hos Centralförbundet för nykterhetsundervisning från 1945. Han var styrelseledamot i Söderhamns kyrkobrödrakår 1945, i Söderhamns arbetarinstitut 1947 och vice ordförande i Stiftelsen för Hälsinge flygflottiljs soldathem 1948.
Liander författade bland annat Hälsingland (1930, åttonde upplagan 1955), En bok om Bollnäs (1939) och Ulrika Eleonora i Söderhamn (1952). Han var medarbetare i bland annat "Hälsingerunor", "Julhälsning till Ärkestiftets församlingar" och "Jorden runt" samt skrev artiklar i dagspressen.